# Francis Turner Palgrave

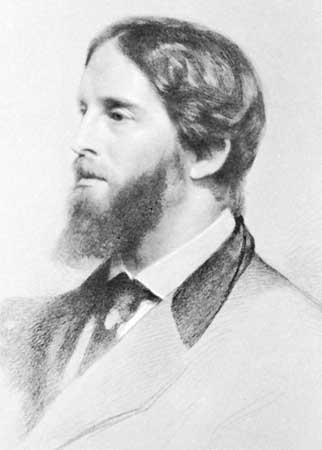
Francis Turner Palgrave (1872)

Francis Turner Palgrave (* 28. September 1824 in Great Yarmouth, Norfolk, England; † 24. Oktober 1897 in London) war ein britischer Literaturkritiker, Dichter und langjähriger Oxford Professor of Poetry.

## Leben
Der älteste Sohn des Historikers Sir Francis Palgrave verbrachte seine Kindheit in Great Yarmouth sowie im väterlichen Haus in Hampstead und besuchte ab 1838 die elitäre private Charterhouse School. Nachdem er in den folgenden Jahren zahlreiche Reise nach Italien und andere Länder Europas unternahm, begann er 1843 ein Studium am Balliol College der University of Oxford und erhielt dort ein Stipendium für das Balliol College. 1846 unterbrach er sein Studium zeitweilig und war als Assistent des Privatsekretärs von William Ewart Gladstone tätig, ehe er 1847 sein Studium im Fach Literae Humaniores wieder aufnahm.
Zwischen 1847 und 1862 war er Fellow am Exeter College und wurde außerdem 1849 Mitarbeiter der im Erziehungsministerium in Whitehall. 1850 nahm er die Ernennung zum Konrektor des Kneller Hall Training College in Twickenham an und kam dort in Kontakt zum Dichter Alfred Tennyson, 1. Baron Tennyson, mit dem er eine lebenslange Freundschaft schloss. Nachdem das College 1855 geschlossen worden war, kehrte er nach Whitehall ins Erziehungsministerium zurück, wurde zunächst Prüfer und schließlich Assistierender Sekretär (Assistent Secretary).
1884 trat er von seinem Amt im Erziehungsministerium zurück und folgte 1885 John Campbell Shairp als Inhaber des renommierten Lehrstuhls für Poesie an der University of Oxford. Als Oxford Professor of Poetry lehrte er bis 1895 und wurde dann durch William Courthope abgelöst.
Seine jüngeren Brüder waren der bekannte Orientreisende William Gifford Palgrave, der Ökonom Sir Inglis Palgrave und der langjährige Clerk des Unterhauses (House of Commons), Sir Reginald Palgrave.

## Veröffentlichungen
Palgrave verfasste nicht nur Literaturkritik und Poesie, wobei seine literaturkritischen Abhandlung weitaus bedeutsamer waren. Einer seiner ersten Gedichtbände war Idylls and Songs (1854). Seine Visions of England (1880 bis 1881) haben zwar Würde und Klarheit, aber weitaus weniger der „natürlichen Magie“, die die Inspiration der lyrischen Werke zahlreicher seiner Vorgänger ausmachten. 1892 erschien mit Amenophis sein letzter Gedichtband.
Anderseits waren seine kritischen Arbeiten stets durch einen feinen und empfindlichen Takt, schnelle intuitive Wahrnehmung und in der Regel Augenmaß gekennzeichnet wie bei The Passionate Pilgrim (1858).
So wurde bereits sein frühes Hauptwerk Golden Treasury of English Songs and Lyrics (1861) zu seinem wichtigsten Beitrag über die Entwicklung des literarischen Geschmacks. Er schuf damit eine Anthologie der besten Gedichte in englischer Sprache, die solide und geräumig sowie einem kaum zu übertreffenden Feingefühl aufgebaut war. Das Buch umfasste insbesondere auch Werke von unbekannteren Dichtern wie George Darleys „It is not beauty I desire“.
Sein Handbook the Fine Arts Collection, International Exhibition (1862) sowie die Essays on Art (1866) waren zwar nicht frei von Dogmatismus und Überempathie, andererseits aber aufrichtige Beiträge zur Kunstkritik, voller markanter und auffallend ausgedrückter Urteile. In dieser Zeit gab er auch die Memoiren von Arthur Hugh Clough (1862) sowie im Jahr 1866 einen kritischen Essay über die Gedichte von Walter Scott heraus. 1877 folgte unter dem Titel Chrysomela die Herausgabe einer Sammlung von Gedichten von Robert Herrick, sowie Sonnets and Songs of Shakespeare.
Nach einer Gedichtsammlung von John Keats (1885) erschien 1889 zunächst Treasury of Sacred Song, ehe er einen zweiten Band Golden Treasury (1897) veröffentlichte, der die Arbeit späterer Dichter vorstellte, allerdings nicht an die literaturkritischen Feinheiten des ersten Bandes heranreichte.
Sein zuletzt verfasstes Buch Landscape of Poetry (1897) zeigte breites Wissen und kritische Würdigung und wurde dadurch zu einer hervorragenden poetischen Interpretation der damaligen Zeit.

## Schriften
- Robert H. Palgrave (Hrsg.): Collected historical Works of Sir Francis Palgrave. University Press, Cambridge 1919/22 (10 Bde.).